# Ahí tienes a tu Madre
Ahí tienes a tu Madre  è un film del 2004 diretto da Leandro Borrell.
Prodotto assieme al sacerdote Pedro Peñalba, la pellicola è incentrata sulla patrona dell'Argentina, Nostra Signora di Luján. Il titolo è una citazione dal Vangelo di Giovanni:
(Gv 19,27)
Il film narra la storia della Vergine di Luján, partendo dall'arrivo dell'icona della Vergine Maria in Argentina. Protagonisti sono il servo Manuel (affettuosamente chiamato "el negro Manuel" o "el negrito Manuel"), che per tutta la vita sarà il custode dell'icona, e la signora Ana de Matos.

## Anteprima
Il film è stato presentato in anteprima nel marzo 2004 al Festival internazionale del cinema di Mar del Plata.